# Tour della nazionale maschile di rugby a 15 dell'Italia 1989
Nel giugno 1989 la nazionale italiana di rugby fu impegnata in un tour oltreoceano con destinazione l'Argentina.
Gli Azzurri allenati dal tecnico Loreto Cucchiarelli e capitanati da Guido Rossi, si recarono per la prima volta in tournée in Argentina con in programma cinque incontri totali tra l'8 e il 24 giugno.
Dall'8 al 20 giugno, in preparazione al test match contro la nazionale argentina, l'Italia disputò cinque partite non ufficiali contro le formazioni delle federazioni provinciali argentine: Mar del Plata, Mendoza, Rosario e Córdoba, e contro una selezione di giocatori provenienti da diverse province rugbistiche, in particolare da quella di Tucumán, denominata Provincias Argentinas.
Il gruppo azzurro disputò un buon tour vincendo quattro incontri dei sei disputati: 26-9 con Mar del Plata, 37-22 con Cuyo di Mendoza, 27-23 con Rosario e 28-24 con la selezione delle province, mentre cedette di misura nel test con i Pumas per 16 a 21 e nella partita con la provincia di Córdoba (22-30), che fu trascinata da un giovane mediano d'apertura: Diego Domínguez. Oltre a Domínguez, l'Italia si trovò ad affrontare altri tre giocatori argentini di origine italiana, che successivamente avrebbero indossato la maglia azzurra: Gabriel Filizzola, Gustavo Milano e Federico Williams.

## Risultati

### Iltest match
| Arbitro: | Guy Maurette |

|                               |      |                           |
| Milano 59’                    | mt   | 25’ De Bernardo           |
| Baetti 59’                    | tr   |                           |
| Baetti 5’, 32’, 35’, 41’, 74’ | c.p. | 1’, 23’, 56’, 69’ Troiani |

### Gli altri incontri
| Arbitro: | Jorge Cohen (Buenos Aires) |

|          |      |                          |
| Orellano | mt   | Trevisiol Saetti Venturi |
| Casagna  | tr   | Troiani                  |
| Casagna  | c.p. | Troiani (4)              |

| Arbitro: | Ricardo Borcoch (Córdoba) |

|                           |      |                            |
| Suárez Lagos A. Filizzola | mt   | Ambrosio Dolfato De Joanni |
| G. Filizzola              | tr   | Troiani (2)                |
| G. Filizzola (4)          | c.p. | Troiani (4) Ambrosio (2)   |
|                           | drop | Troiani                    |

| Arbitro: | Efraim Sklar (Buenos Aires) |

|                                        |      |                      |
| Romero Acuña (2) Benedict Del Castillo | mt   | Ceselin (2)          |
| Crexell (2)                            | tr   | Troiani (2)          |
| Crexell                                | c.p. | Troiani (2) Ambrosio |

| Arbitro: | Carlos Sutton (Buenos Aires) |

|                     |      |                              |
| Terán (2) Williams  | mt   | Venturi Mascioletti Ambrosio |
|                     | tr   | Troiani (2)                  |
| Domínguez (3) Mesón | c.p. | Troiani (4)                  |

| Arbitro: | Pablo Bleckwedell (Tucumán) |

|                  |      |                 |
| Suez Bedoya Cosa | mt   | Venturi Salvati |
| Domínguez (3)    | tr   | Ambrosio        |
| Domínguez (3)    | c.p. | Ambrosio (4)    |
| Domínguez        | drop |                 |